# Ormaiztegi
Ormaiztegi – gmina w Hiszpanii, w prowincji Guipúzcoa, w Kraju Basków, o powierzchni 6,77 km². W 2011 roku gmina liczyła 1303 mieszkańców.
W gminie znajduje się siedziba firmy motoryzacyjnej Irizar, przystanek kolejowy Ormaiztegi.